# Mangrovie di Bahia
Le mangrovie di Bahia sono una ecoregione definita dal World Wildlife Fund (codice ecoregione: NT1404) che comprende una serie discontinua di mangrovie situate lungo la costa degli stati  brasiliani di Bahia e Espírito Santo.

## Territorio
L'ecoregione raggruppa un insieme discontinuo di mangrovie estuarine, situate lungo la costa atlantica del Brasile, negli stati di Bahia e Espírito Santo, con una superficie complessiva di circa 2.100 km2. Le formazioni principali si hanno attorno a  Salvador, Maraú, Ilhéus, Canavieiras/Belmonte, Santa Cruz Cabrália/Porto Seguro, Alcobaça, Caravelas e Conceição da Barra.
Il territorio dell'ecoregione forma spesso mosaici con quello della restinga della costa atlantica.

## Flora
Le tre principali specie presenti sono Rhizophora mangle, Avicennia schaueriana e Laguncularia racemosa, che danno vita a formazioni miste o monospecifiche, alte sino a 15 m.

## Fauna

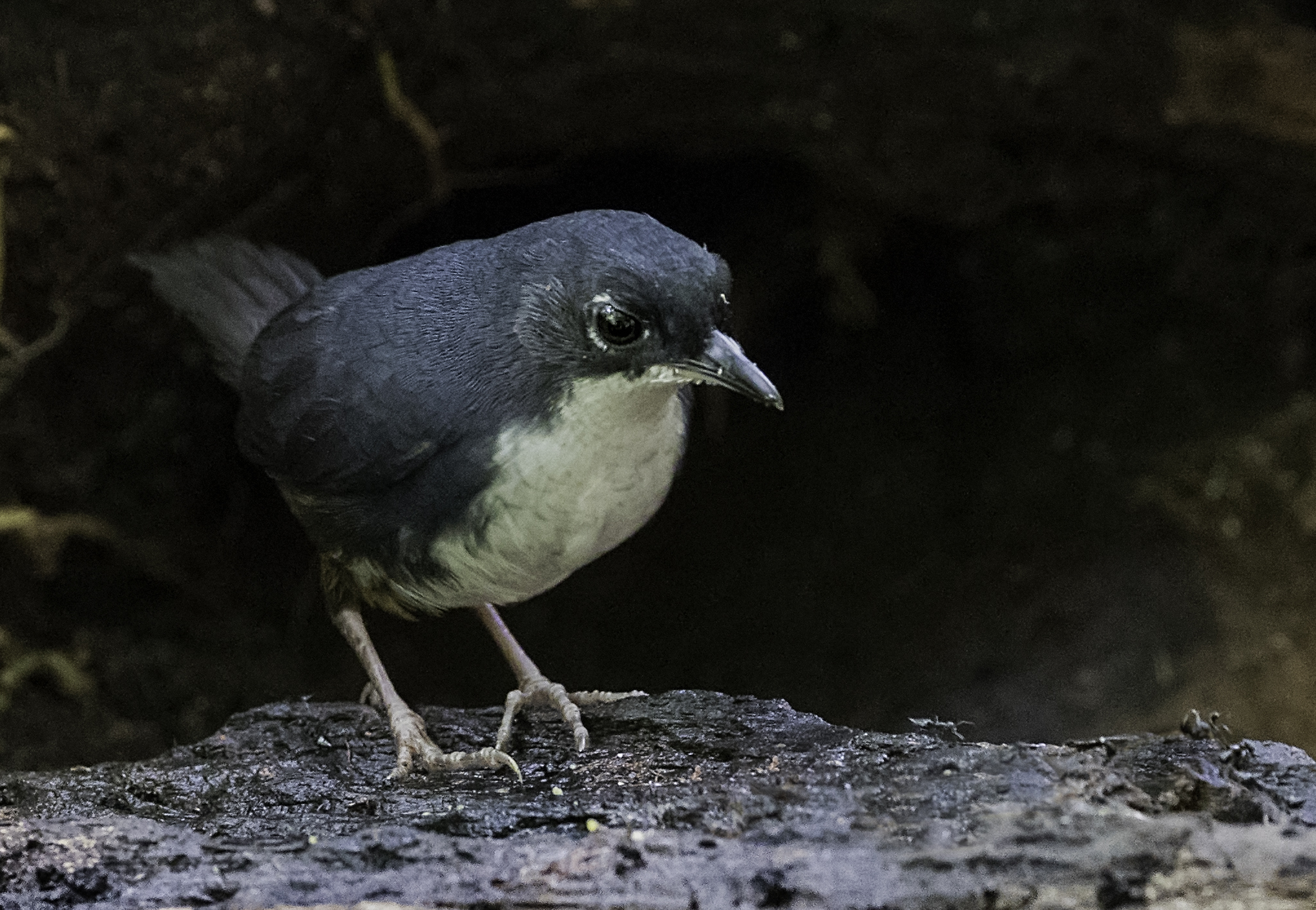
Un esemplare di tapaculo di Bahia (Eleoscytalopus psychopompus)

Le mangrovie di questa ecoregione offrono rifugio e opportunità di nidificazione a cinque differenti tartarughe marine: la tartaruga comune (Caretta caretta), la tartaruga verde (Chelonia mydas), la tartaruga liuto (Dermochelys coriacea), la tartaruga embricata (Eretmochelys imbricata) e la tartaruga olivacea (Lepidochelys olivacea).
Tra gli uccelli, l'airone bianco maggiore (Ardea alba), la garzetta nivea (Egretta thula) e l'airone azzurro minore (Egretta caerulea), formano affollate garzaie tra le mangrovie. Tra settembre e aprile è possibile osservare colonie di uccelli migratori, tra cui il corriere semipalmato (Charadrius semipalmatus) e il chiurlo piccolo (Numenius phaeopus). Tra gli endemismi meritano di essere citati lo scricciolo formichiere codafasciata (Myrmotherula urosticta), il tapaculo di Bahia  (Eleoscytalopus psychopompus) e il beccasemi di Temminck (Sporophila falcirostris).

## Popolazione
Le principali aree di mangrovie di questa regione si trovano ai margini di alcune delle aree più densamente popolate della costa orientale del Brasile. Le zone più soggette alla pressione urbana sono quelle attorno a Salvador e Ilhéus.

## Conservazione
Nell'ecoregione sono state istituite diverse aree protette ma molte sono tali solo sulla carta.